# 아파레우스
아파레우스(Aphareus)는 그리스 신화에 나오는 메세네의 왕이다. 아이올로스의 아들 페리에레스가 페르세우스의 딸 고르고포네와 결혼하여 낳은 아들이다. 레우키포스, 이카리오스, 틴다레오스의 형제이다. 페리에레스가 죽은 뒤 레우키포스와 함께 메세네를 다스렸으나 더 큰 권력을 행사하였다고 한다. 고르고포네가 오이발로스와 재혼하여 낳은 딸 아레네와 결혼하여 이다스와 린케우스 쌍둥이 형제를 낳았으며, 메세네에 새로운 도시를 건설한 뒤 아내의 이름을 따서 아레네 시라고 부르게 하였다. 포세이돈과 티로의 아들 넬레우스가 쌍둥이 형제 펠리아스와의 권력 다툼에서 밀려 이올코스에서 쫓겨나 메세네로 왔을 때, 아파레우스는 그에게 바닷가 땅을 나누어 주었다. 넬레우스는 이를 발판으로 삼아 필로스를 정복하였다.